# Миломир Марић
Миломир Марић (Горњи Милановац, 7. јануар 1956) српски и југословенски је новинар, дисидент и публициста. Тренутно ради као главни уредник телевизије Хепи.

## Биографија
Миломир Марић је рођен 7. јануара 1956. године у Горњем Милановцу. У родном месту је завршио основну и средњу школу, а потом студије новинарства на Факултету политичких наука Универзитета у Београду.
Живи у Београду са невенчаном супругом, књижевницом Весном Радусиновић.
Миломир Марић је своју каријеру започео у часопису Дуга током 1970-их година.
Први је урадио интервју са Антом Топићем Мимаром.
Радио је као главни уредник новина: Дуга, Интервју, Профил и Дама. Од 9. октобра 2001. године постао је главни и одговорни уредник телевизије БК и ту функцију је обављао до 19. марта 2004. године. Члан је Удружења европских новинара Србије.
На телевизији Кошава/Хепи је почео да ради 2008. године. Данас ради као главни уредник исте. Аутор је и водитељ емисија Ћирилица и Голи живот. Био је и водитељ ријалити-шоуа Парови у трећој и четвртој сезони. Тренутно води Добро јутро Србијо са Круном Уном Митровић.
Појавио се у трећој епизоди документарне серије СФРЈ за почетнике, 2012. године.
Марић је сценариста и режисер документарно игране серије Лепи и мртви из 2012. године. У серији од 15 епизода је приказана судбина Београђана Стевице Марковића и Мишка Милошевића, који су кренули да освоје Запад, а завршили трагично. У серији по први пут сви њихови пријатељи говоре шта им се догодило и ко их је ликвидирао.
Марић се, у својству специјалног госта, појавио у трећој епизоди телевизијске серије Срећни људи. Сцена се одвија на изложби Ђорђа Ђорђевића Ђорђина, ког је тумачио Миленко Заблаћански.

## Награде
- 2007: Награда Браћа Карић

## Књиге
Марић је провео деценију прикупљајући склоњену и необјављену историјску грађу из домаћих и страних архива. Као резултат овог дугогодишњег рада 1987. године је објавио контроверзну књигу Деца комунизма, која је крајем осамдесетих година изазвала бурне реакције у тадашњој југословенској јавности. Репринт ове књиге објављен је 2014. године у два тома.